# Red Horse
Red Horse is een merk van motorfietsen, geproduceerd door Red Horse Motorworks. 
Red Horse Motorworks is een Amerikaans bedrijf dat cruisers op bestelling bouwt. Als basis dienen blokken van Harley-Davidson, maar op verzoek kan ook een Revtech of een S&S-blok gebruikt worden.
Vanaf 2006 gaat Red Horse Europe als eerste Custom bouwer een productie model voor Europa leveren. Het type is een softtail met de naam Corsair Sport 250, deze wordt met een Europese type goedkeuring geleverd, zodat deze zonder probleem in elk Europees land op kenteken kan worden gezet. Dit model zal alleen leverbaar zijn met een blok van Harley-Davidson. 